# Jorge Carlos Dortas Olivieri
Jorge Carlos Dortas Olivieri, né en 1931 et mort en 1966, est un ancien joueur brésilien de basket-ball.